# لنجر (التصوف)

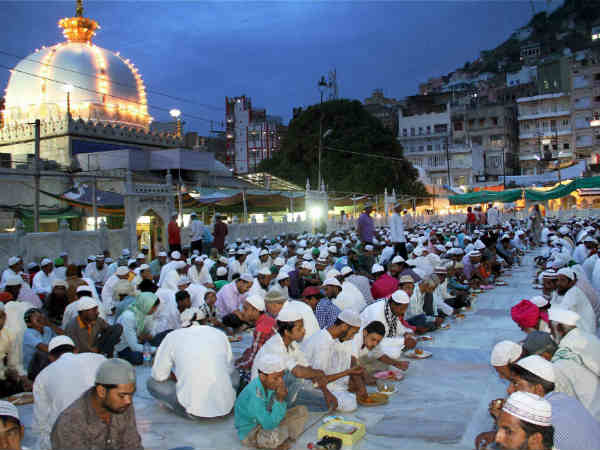
لنجار في ضريح الصوفي خواجة معين الدين جشتي

لنجر (بالفارسية: لنگر) هي مؤسسة بين المسلمين الصوفيين في جنوب آسيا حيث يُقدم الطعام والشراب للمحتاجين بغض النظر عن الخلفية الاجتماعية أو الدينية. أصولها في الصوفية مرتبطة بالطريقة الجشتية.

## علم أصول الكلمات
لنجر هي كلمة فارسية في الأصل، ثم انتقلت لاحقًا إلى الأردية والبنجابية منها، وفي البنغالية بنُطق لونجور (البنغالية: লঙ্গর).

## التاريخ
أسس أول ممارسة ومؤسسة لنجر، بابا فريد، وهو مسلم من الطريقة الصوفية الجشتية. كانت مؤسسة اللنجر شائعة بالفعل في القرنين الثاني عشر والثالث عشر بين الصوفيين في شبه القارة الهندية. وقد انتشرت هذه الممارسة وتم توثيقها في كتاب جواهر الفريدي الذي أُلف سنة 1623م. وفي وقت لاحق، اعتمد السيخ كل من المؤسسة والمصطلح.
يتم تقديم الطعام من وعاء ضخم يسمى " ديج" في محيط ضريح صوفي.